# Françoise de Lannoy
Francisca van Lannoy, beter bekend onder haar Franse naam Françoise de Lannoy (1513 - 1562), was de moeder van Anna van Egmont, de eerste vrouw van Willem van Oranje.
Françoise was de dochter van Hugo van Lannoy en Maria van Bouchout (Maria van Boekhoute) en was getrouwd met Maximiliaan van Egmont. Haar moeder was in het bezit van de heerlijkheden Boelare, Schendelbeke, Beverweerd en Odijk.
Na de dood van Anna (1558), Françoise (1562) en Maria (1563) kwamen deze heerlijkheden in bezit van Willem van Oranje, wiens nazaten Boelare en Schendelbeke,  in 1602 zouden verkopen aan Francesco Bernardino de Cassina, afkomstig uit het hertogdom Milaan.
Françoise de Lannoy werd begraven in de Sint-Lambertuskerk te Buren.